# Пригожин Павло Євгенович
Павло Євгенович Пригожин (рос. Павел Евгеньевич Пригожин; 18 червня 1998, Санкт-Петербург) — російський підприємець і найманець.

## Біографія
Друга дитина і єдиний син Євгена Пригожина, співзасновника і голови ПВК «Вагнер». Про раннє життя Павла дуже мало інформації, оскільки його батько не розкривав подробиць особистого життя членів родини.
В 2018 році заснував компанію «Бета». Поступово його бізнес розширювався, і в 2020 році він очолив компанію «Лахта-Плаза». Пригожин співпрацює з корпорацією «Газпром», його компанії займаються будівництвом елітної нерухомості в Санкт-Петербурзі. Окрім цього, йому належить елітний житловий комплекс Лахта-Парк.
За словами Євгена Пригожина, його син проходив строкову службу в армії, після чого вступив у ПВК «Вагнер» як розвідник і оператор дрона. Учасник інтервенції в Сирію і вторгнення в Україну. 3 березня 2022 року Європейський Союз ввів особисті санкції проти Пригожина.
1 жовтня 2023 року був опублікований заповіт Євгена Пригожина, згідно якого все його майно переходить Павлу.. Таким чином він успадкував ПВК «Вагнер» і провів переговори з Росгвардією про повернення найманців в Україну. Окрім цього, їм не доведеться підписувати контракти з Міністерством оборони, вони збережуть свою структуру і залишаться під командуванням Пригожина.

## Сім'я
Одружений з Катериною Інкіною, дочкою ресторатора Сергія Інкіна. Пара мешкає в елітному селищі Північний Версаль біля Санкт-Петербургу.

## Нагороди
- Чорний хрест (ПВК «Вагнер»)[1]